# Mirko Palazzi
Mirko Palazzi (Rímini, Italia, 21 de marzo de 1987) es un futbolista sanmarinense. Juega de centrocampista y su equipo es la SP Tre Penne del Campeonato Sanmarinense de fútbol. Es internacional absoluto por la selección de San Marino desde 2005.

## Trayectoria
Se formó como jugador en las inferiores del Rímini F. C., club de su ciudad natal. Fue promovido al primer equipo del club en 2006 cuando ya era internacional con San Marino. Su carrera ha pasado por clubes de Italia y San Marino, donde disputó cuatro temporadas en la Serie C2 y una temporada de Lega Pro en 2014-15 con el San Marino Calcio.

## Selección nacional
Nacido en Italia, de padre italiano y madre sanmarinense, debutó por la selección de San Marino el 8 de octubre de 2005 ante Bosnia.

## Clubes
| Club                        | País       | Año           |
| --------------------------- | ---------- | ------------- |
| U. S. Castelnuovo           | Italia     | 2006-2007     |
| A. C. Bellaria              | Italia     | 2007          |
| Verucchio                   | Italia     | 2007-2009     |
| S. P. Tre Penne             | San Marino | 2009-2010     |
| Rimini F. C.                | Italia     | 2010-2013     |
| Cosenza Calcio              | Italia     | 2013-2014     |
| S. P. Tre Penne             | San Marino | 2014          |
| San Marino Calcio           | Italia     | 2014-2015     |
| AS Gualdo Casacastalda      | Italia     | 2015-2016     |
| S. P. Tre Penne             | San Marino | 2016-2019     |
| AS San Giovanni Marignanese | Italia     | 2019-2020     |
| S. P. Tre Penne             | San Marino | 2020          |
| AS San Giovanni Marignanese | Italia     | 2020          |
| AC Cattolica Calcio         | Italia     | 2020-2022     |
| S. S. Cosmos                | San Marino | 2022-2024     |
| S. P. Tre Penne             | San Marino | 2024-presente |

## Palmarés

### Títulos nacionales
| Título                            | Club            | País       | Año     |
| --------------------------------- | --------------- | ---------- | ------- |
| Campeonato Sanmarinense de fútbol | S. P. Tre Penne | San Marino | 2015-16 |
| Copa Titano                       | S. P. Tre Penne | San Marino | 2016-17 |
| Supercopa de San Marino           | S. P. Tre Penne | San Marino | 2017    |
| Supercopa de San Marino           | S. P. Tre Penne | San Marino | 2018    |
| Campeonato Sanmarinense de fútbol | S. P. Tre Penne | San Marino | 2018-19 |